# カンレンボク
カンレンボク（旱蓮木、Camptotheca acuminata Decne.）とは、ヌマミズキ科あるいはミズキ科の植物の一種。カンレン、キジュ（喜樹）ともいう。英名はCancer tree、Tree of Life、Happy treeなど。
原産地は中国雲南省。落葉高木で夏にうすいクリーム色の花が咲く。

## 薬用成分
果実や根をはじめ植物全体にカンプトテシン (camptothecin) という抗癌作用のある物質が含まれている。しかし、毒性も強いので強い副作用が報告され、臨床試験は中断した。抗癌剤としては誘導体のイリノテカン (irinotecan) やトポテカン (topotecan) が実用化されている。